# Karol Leopold (książę Meklemburgii)
Karol Leopold (ur. 1678, zm. 1747) – książę Meklemburgii w latach 1713-1728.

## Życiorys
Książę brał udział w rosyjskich wyprawach, jakie organizował król Szwecji Karol XII; z tego powodu książę Eugeniusz Sabaudzki nazywał go "małpą Karola XII" (Affe Karl des XII). Po klęsce Szwedów jego kraj zajęły przejściowo wojska rosyjskie, które odeszły dopiero pod groźbami brytyjskimi.
Karol Leopold popadł w konflikt ze stanami, a zwłaszcza z arystokracją, przeciwstawiającą się jego planom złagodzenia doli chłopstwa, które żyło w Meklemburgii w pół-niewolnictwie, mimo iż stanowiło 90% populacji księstwa liczącego 400 000 mieszkańców. Rzecznikiem interesów arystokracji był Andreas Gottlieb von Bernstorff (1649–1726), meklemburski magnat, znany bliżej jako hanowerski minister. W 1728 roku Karol Leopold był zmuszony abdykować. Na tronie zasiadł jego bardziej uległy brat Chrystian Ludwik II.